# ユヌス・ムサ
ユヌス・ディモアラ・ムサ（Yunus Dimoara Musah, 2002年11月29日 - ）は、アメリカ合衆国・ニューヨーク州ニューヨーク生まれ、イタリア、カステルフランコ・ヴェーネトとイングランド・ロンドン育ちのサッカー選手。イタリア・セリエA・ACミラン所属。アメリカ代表。ポジションはMF。

## クラブ経歴
2002年にガーナ出身の両親が休暇で滞在していたニューヨークにて生まれる。生後6ヵ月の時に家族でイタリアに渡った後、10歳の時にイギリスに渡り、アーセナルFCのユースアカデミーに入所。2018年にU-18に昇格。2018-19シーズンにU-18リーグで15試合4ゴールを記録し、有望株として注目されていた矢先の2019年7月に、バレンシアCFがムサと契約したことを発表。加入後傘下のバレンシアCF・メスタージャに配属され、2019-20シーズンはセグンダ・ディビシオンBで17試合1ゴールを記録した。
2020-21シーズンにトップチームに昇格。シーズン開幕戦となった2020年9月13日のレバンテUD戦で先発で起用され、バレンシアCF史上初のアメリカ人選手となり、更に17歳288日のチーム史上5番目の若さでのトップチームデビューを果たし、プロデビュー戦を4-2の勝利で飾った。
2023年8月4日にACミランに移籍した。5年契約で、移籍金は2000万ユーロとみられている。2023年8月26日、第2節トリノFC戦にて後半66分、ルーベン・ロフタス＝チークと交代で出場を果たしセリエAデビューを果たす。

## 代表経歴
2019年にアイルランドで開催されたUEFA U-17欧州選手権に、U-17のイングランド代表で出場。フランス、オランダ、スウェーデンが同居したグループBで闘ったものの3位に終わった。このままイングランド代表を目指すと思われていたが、アメリカ国籍を保持していたことから、2020年にアメリカ代表の親善試合に招集され、ウェールズ戦で代表デビューを果たした。

## 人物
- 代表はイングランド代表の他にガーナ代表、イタリア代表でのプレーを選ぶことが可能になっていたが、前述の通り、意外な形でアメリカ代表でのプレーを選んだ。ちなみにムサのアメリカでの生活は、生後間もない6ヵ月間しかない[9]。
- バレンシアCFでプロデビューした際、イギリスの「90min」というメディアは、ロビン・ファン・ペルシやヴォイチェフ・シュチェスニー、セルジュ・ニャブリなど、アーセナルFCを離れた後に更なる大ブレイクを遂げた例を挙げて、「将来的に見てもアーセナルがムサを手放した事を後悔するのではないか」と特集した[10]。

## 代表歴

### 出場大会
- アメリカ代表
  - 2022 FIFAワールドカップ

### 試合数
- 国際Aマッチ 47試合 1得点（2020年-）[11]

| アメリカ代表 | 国際Aマッチ | 国際Aマッチ |
| 年           | 出場        | 得点        |
| ------------ | ----------- | ----------- |
| 2020         | 2           | 0           |
| 2021         | 9           | 0           |
| 2022         | 12          | 0           |
| 2023         | 10          | 0           |
| 2024         | 12          | 1           |
| 2025         | 2           | 0           |
| 通算         | 47          | 1           |